# Lega Pro Prima Divisione
Die Lega Pro Prima Divisione (vormals Serie C1) war die dritthöchste italienische Profifußball-Liga. Ausrichter der Liga war die Lega Italiana Calcio Professionistico, eine Unterorganisation des italienischen Fußballverbandes, der FIGC. 2012–2013 wurden die beiden Divisionen wieder zusammengelegt.

## Modus
Die Lega Pro Prima Divisione ist in zwei Staffeln à 18 Mannschaften eingeteilt. In jeder Staffel spielen die Mannschaften in Hin- und Rückspiel gegeneinander, so dass eine Mannschaft im Laufe einer Saison 34 Spiele absolviert, davon jeweils die Hälfte zuhause und auswärts.
Saisonbeginn ist in der Regel Anfang September, Saisonende Anfang Mai. Die Hinrunde endet, wie in ganz Italien, vor Weihnachten und die Rückrunde beginnt üblicherweise am ersten Sonntag nach dem 6. Januar. Spieltag ist jeweils Sonntagnachmittag, ein Spiel findet allerdings jeweils montags statt. Einige wenige Vereine tragen ihre Heimspiele bereits samstags aus.
Die Zuweisung in die zwei Staffeln erfolgt üblicherweise anhand geografischer Kriterien. Im Girone A spielen mehrheitlich Mannschaften aus Norditalien, während Teams aus Süd- und Mittelitalien in der Regel im Girone B spielen. Die Einteilung nach geografischen Kriterien wird nicht selten außer Kraft gesetzt, um Risikospiele zu vermeiden. Die Mannschaften in Mittelitalien wechseln vergleichsweise häufig die Staffel, damit die Staffelgröße von 18 Vereinen eingehalten werden kann.

## Aufstieg in die Serie B
Wie in allen italienischen Ligen ging es auch in der Prima Divisione jährlich um Auf- und Abstieg. Nach Saisonende stiegen insgesamt vier Vereine auf, jeweils zwei aus jeder Staffel. Der Erstplatzierte jeder Staffel stieg direkt in die Serie B auf, die Vereine auf den Plätzen zwei bis fünf spielten in Aufstiegsplayoffs den zweiten Aufsteiger aus. Dabei traf der Zweitplatzierte im Semifinale zunächst auf den Tabellenfünften, der Drittplatzierte auf den Tabellenvierten. Die Sieger nach Hin- und Rückspiel spielten im Finale den zweiten Aufsteiger aus. Stand es im Halbfinale nach Hin- und Rückspiel unentschieden, so zog diejenige Mannschaft ins Play-off-Finale ein, die nach der regulären Saison besser platziert war.
Im Finale wurde im Falle eines kumulierten Unentschiedens nach Hin- und Rückspiel zunächst eine halbstündige Verlängerung gespielt. Stand dann immer noch kein Sieger fest, stieg der am Saisonende besser platzierte Verein in die Serie B auf.

## Abstieg in die Seconda Divisione
Der Tabellenletzte einer Staffel stieg am Saisonende direkt in die Seconda Divisione ab. In einem Play-out spielten die Mannschaften auf den Plätzen 14 bis 17 zwei weitere Absteiger aus, so dass jährlich insgesamt sechs Teams aus der Prima in die Seconda Divisione abstiegen. Dabei traf die Mannschaft auf Rang 14 in Hin- und Rückspiel auf die Mannschaft, die nach der regulären Saison Platz 17 belegte. In einem zweiten Duell traten die Mannschaften auf Rang 15 und 16 gegeneinander an. Stand es nach zwei Mal 90 Minuten remis, verblieb die nach der regulären Saison besserplatzierte Mannschaft in der Prima Divisione.

## Titel
Anders als in anderen europäischen Ligen ermitteln die Lega-Pro-Mannschaften ihre eigenen Pokal- und Supercup-Sieger. Die zehn besten Serie C1-Vereine nahmen üblicherweise am regulären Pokalturnier teil, die anderen Mannschaften spielen ihren eigenen Coppa Italia Serie C Sieger aus. Seit dem Jahr 2000 findet zusätzlich auch ein Supercup-Spiel in der Serie C statt. Die Erstplatzierten der beiden Staffeln ermitteln dabei einen Finalisten und dieser spielt mit dem Coppa Italia Serie C-Sieger um den italienischen Supercup der Serie C.

## Geschichte
Die Prima Divisione ging 1978 aus der Teilung der Serie C in zwei separate Ligen hervor, die Serie C1, fortan die dritthöchste Spielklasse, und die Serie C2, fortan die vierthöchste Spielklasse. Verantwortlich für den Spielbetrieb war dabei die Lega Nazionale Semiprofessionisti.
Von Beginn an war die Liga in zwei Staffeln à 18 Mannschaften nach geographischen Gesichtspunkten eingeteilt. Im Girone A spielten Mannschaften aus Nord- und Mittelitalien, im Girone B Mannschaft aus Süd- und Mittelitalien. Die Aufstiegsregelung sah zunächst vier Direktaufsteiger in die Serie B vor, also die beiden bestplatzierten jeder Staffel. Die Teams auf den Plätzen 15 bis 18 stiegen direkt in die Serie C2 ab.
Im Jahr 1986 benannte sich die Lega Nazionale Semiprofessionisti in Lega Professionisti Serie C um und reformierte zur Saison 1987/88 den Auf- und Abstieg. Zusätzlich zu den beiden Bestplatzierten jeder Staffel spielten die beiden Drittplatzierten einen weiteren Aufsteiger in die Serie B aus. Als Absteiger waren nunmehr drei Mannschaften pro Staffel vorgesehen, nicht mehr vier.
Zur Saison 1993/94 wurden gleich zwei Neuerungen eingeführt. Zum einen gab es nun drei statt wie bisher zwei Punkte für einen Sieg, zum anderen wurden die Auf- und Absteiger, mit Ausnahme des jeweils Erst- und Letztplatzierten in einem Play-off, respektive Play-out-System ausgespielt.
In den Spieljahren 2004/05 und 2005/06 gab es eine Änderung in den Staffeleinteilungen. Anstelle einer Nord-Süd-Unterscheidung wurden die Mannschaften nach dem Kriterium West-Ost in die beiden Staffeln eingeteilt.
Zur Saison 2008/09 änderte die Liga ihren Namen von Serie C1 in Lega Pro Prima Divisione, ebenso wie die Serie C2 nun Lega Pro Seconda Divisione heißt. Am Format und Modus änderte sich im Grundsatz nichts.
Am 21. November 2012 beschloss der Italienische Fußballverband, die zweite Division abzuschaffen und die neue Lega Pro auf 54 Mannschaften (in drei Gruppen) aufzustocken. Die Meisterschaft 2013–14 wurde in einem Übergangsmodus gespielt. In diesem Jahr stieg keine Mannschaft der 1. Division ab und die 18 besten Mannschaften der 2. Division stiegen in die neue Lega Pro auf, während die anderen 36 in die Serie D abstiegen.

## Mannschaften in der Saison 2013/14
| Mannschaft         |
| ------------------ |
| UC Albinoleffe     |
| Carrarese Calcio   |
| Como Calcio        |
| US Cremonese       |
| Feralpisalò        |
| AC Lumezzane       |
| AC Pavia           |
| Aurora Pro Patria  |
| FC Pro Vercelli    |
| AC Reggiana        |
| San Marino Calcio  |
| Savona 1907 FBC    |
| FC Südtirol        |
| FBC Unione Venedig |
| Vicenza Calcio     |
| Virtus Entella     |

| Mannschaft                |
| ------------------------- |
| Ascoli Calcio             |
| SS Barletta Calcio        |
| Benevento Calcio          |
| Unione Sportiva Catanzaro |
| Frosinone Calcio          |
| US Grosseto               |
| AS Gubbio 1910            |
| L’Aquila Calcio           |
| US Lecce                  |
| ASG Nocerina              |
| Paganese Calcio           |
| AC Perugia Calcio         |
| AC Pisa                   |
| US Città di Pontedera     |
| AC Prato                  |
| US Salernitana            |
| FC Esperia Viareggio      |

## Die Meister der Lega Pro Prima Divisione
| Saison  | Girone A       | Girone B                   |
| ------- | -------------- | -------------------------- |
| 2008/09 | AC Cesena      | Gallipoli Calcio           |
| 2009/10 | Novara Calcio  | Calcio Portogruaro Summaga |
| 2010/11 | AS Gubbio 1910 | ASG Nocerina               |
| 2011/12 | Ternana Calcio | Spezia Calcio              |
| 2012/13 | Trapani Calcio | AS Avellino 1912           |
| 2013/14 | Virtus Entella | AC Perugia Calcio          |

## Torschützenkönige der Lega Pro Prima Divisione
| Saison  | Name                 | Mannschaft       | Tore |
| ------- | -------------------- | ---------------- | ---- |
| 2008/09 | Francesco Zizzari    | Ravenna Calcio   | 15   |
| 2008/09 | Giampietro Clemente  | Benevento Calcio | 15   |
| 2009/10 | Giuseppe Le Noci     | US Pergocrema    | 18   |
| 2010/11 | Paulo Sérgio Betanin | Sorrento Calcio  | 24   |
| 2011/12 | Ciro Ginestra        | Sorrento Calcio  | 21   |
| 2012/13 | Felice Evacuo        | ASG Nocerina     | 16   |
| 2013/14 | Francesco Virdis     | Savona 1907 FBC  | 18   |